# Invincible (musikalbum av Five)
Invincible är ett musikalbum av Five, utgivet den 8 november 1999.

## Låtlista
1. "If Ya Gettin' Down" (R. Stannard, Julian Gallagher, J. Brown, S. Conlon, R. Breen) – 2:59
2. "Keep On Movin" (R. Stannard, J. Gallagher, J. Brown, S. Conlon, R. Breen) – 3:17
3. "Don't Wanna Let You Go" (R. Stannard, J. Gallagher, J. Brown, S. Conlon, R. Breen) – 3:23
4. "We Will Rock You" (Brian May) – 2:56
5. "Two Sides To Every Story" (Mikkel S. E., Hallgeir Rustan, Tor Erik Hermansen, R. Neville, S. Robinson) – 3:27
6. "You Make Me A Better Man" (Mikkel S. E., Hallgeir Rustan, Tor Erik Hermansen, R. Neville, S. Robinson) – 4:18
7. "Invincible" (R. Stannard, J. Gallagher, J. Brown, S. Conlon, R. Breen) – 4:10
8. "It's Alright" (R. Stannard, J. Gallagher, J. Brown, S. Robinson, R. Neville) – 4:16
9. "Serious" (J. Brown, R. Breen, Andreas Carlsson) – 3:22
10. "How Do Ya Feel" (R. Stannard, J. Gallagher, J. Brown, S. Conlon, R. Breen, S. Robinson, R. Neville) – 3:29
11. "Everyday" (R. Stannard, J. Gallagher, J. Brown, S. Conlon, R. Breen) – 4:18
12. "Mr. Z" (R. Stannard, J. Gallagher, R. Norris, R. Breen, J. Brown, S. Conlon) – 2:50
13. "Sunshine" (R. Stannard, J. Gallagher, R. Breen, J. Brown, S. Conlon) – 3:22
14. "Battlestar" (R. Stannard, J. Gallagher, R. Norris, R. Breen, J. Brown, Phillips, Larson) – 4:06

Dolt spår: "Inspector Gadget" (R. Stannard, J. Gallagher, R. Norris, S. Lewinson, R. Breen, J. Brown) – 2:40